# 第12回札幌記念
第12回札幌記念（だいじゅうにかいさっぽろきねん）は、1976年7月11日に札幌競馬場で施行された競馬の競走である。
※馬齢は全て旧表記（数え年）にて表記 

## 概要
1976年5月30日の東京優駿（日本ダービー）はクライムカイザーが優勝し、単勝1番人気に支持されたトウショウボーイは1馬身半差の2着に敗れた。トウショウボーイはその後北海道に戻って短い休養をとったのち、札幌記念に出走することを決定し、クライムカイザー陣営もこれを追うような形で参戦を決めた。前走のダービーの1・2着馬が再戦する構図になったことが評判となり、レース当日は札幌競馬場の入場人員記録となる60,549人が詰めかけた。この記録は当競走から半世紀近く経った2025年7月末の時点においても破られていない。
当日の単勝オッズで1番人気に支持されたのはトウショウボーイだったが、クライムカイザーは3番人気で、2番人気は6月20日の札幌日経賞（ダート1800m）で大差勝ちしたグレートセイカンとなった。レースはグレートセイカンが端を切り、スタートで出遅れたトウショウボーイがこれを後方で見る展開になる。トウショウボーイは3コーナーから追い出しにかかり、直線入口付近ではグレートセイカンとトウショウボーイが他馬をかなり離し、優勝争いはほぼこれら2頭に絞られた。トウショウボーイはグレートセイカンを捉えんと追い込むも、クビ差まで迫ったところがゴールだった。グレートセイカンは前走に続く連勝で、重賞は初勝利。クライムカイザーは3着だったが、2着のトウショウボーイからは8馬身も離されていた。

## 出走馬・枠順
1976年7月11日 第1回札幌開催8日目 第8競走
コースダート 2,000m
天気曇
馬場状態良
| 枠番 | 馬番 | 競走馬名         | 性齢 | 斤量 [kg] | 騎手       | 調教師     | 馬主                 | 単勝人気 |
| ---- | ---- | ---------------- | ---- | --------- | ---------- | ---------- | -------------------- | -------- |
| 1    | 1    | トクノハルオー   | 牡5  | 50        | 柴田利秋   | 石栗龍雄   | 下村得治             | 7        |
| 2    | 2    | タマモヒカリ     | 牡5  | 53        | 久保一秋   | 吉永猛     | タマモ（株）         | 8        |
| 3    | 3    | ハマノクラウド   | 牡4  | 53        | 小谷内秀夫 | 戸山為夫   | （株）ホースタジマ   | 10       |
| 4    | 4    | トウショウボーイ | 牡4  | 58        | 池上昌弘   | 保田隆芳   | トウショウ産業（株） | 1        |
| 5    | 5    | クライムカイザー | 牡4  | 58        | 加賀武見   | 佐藤嘉秋   | （有）三登           | 3        |
| 6    | 6    | バンブーホマレ   | 牡4  | 53        | 佐藤正雄   | 松田正弘   | 竹田辰一             | 9        |
| 7    | 7    | カバリダナー     | 牝5  | 52        | 武邦彦     | 佐藤勝美   | （有）賀張中川牧場   | 6        |
| 7    | 8    | エースコスモ     | 牝5  | 51        | 福永洋一   | 大久保正陽 | 河本嘉久蔵           | 5        |
| 8    | 9    | ロードカップ     | 牡5  | 55        | 川端義雄   | 高橋直     | 川口磐三             | 4        |
| 8    | 10   | グレートセイカン | 牡5  | 57        | 郷原洋行   | 大久保房松 | 鈴木一朗             | 2        |

## 結果・払戻金

### 順位表[4]
| 着順 | 枠番 | 馬番 | 馬名             | タイム (着差) |
| ---- | ---- | ---- | ---------------- | ------------- |
| 1    | 8    | 10   | グレートセイカン | 2:03.4        |
| 2    | 4    | 4    | トウショウボーイ | クビ          |
| 3    | 5    | 5    | クライムカイザー | 8             |
| 4    | 2    | 2    | タマモヒカリ     | クビ          |
| 5    | 8    | 9    | ロードカップ     | 4             |
| 6    | 3    | 3    | ハマノクラウド   | アタマ        |
| 7    | 7    | 8    | エースコスモ     | 1 1/2         |
| 8    | 6    | 6    | バンブーホマレ   | 大差          |
| 9    | 7    | 7    | カバリダナー     | 大差          |
| 10   | 1    | 1    | トクノハルオー   | 4             |

### 払戻金[5]
|      | 馬番／枠番 | 金額（円） |
| ---- | ---------- | ---------- |
| 単勝 | 10         | 290        |
| 複勝 | 10         | 120        |
| 複勝 | 4          | 110        |
| 複勝 | 5          | 150        |
| 枠連 | 8 - 4      | 250        |